# توماس إي. أندرسون
توماس إي. أندرسون (بالإنجليزية: Thomas E. Anderson)‏ هو عالم حاسوب أمريكي، ولد في 21 أغسطس 1961 في أورلاندو في الولايات المتحدة.